# Mark Tewksbury

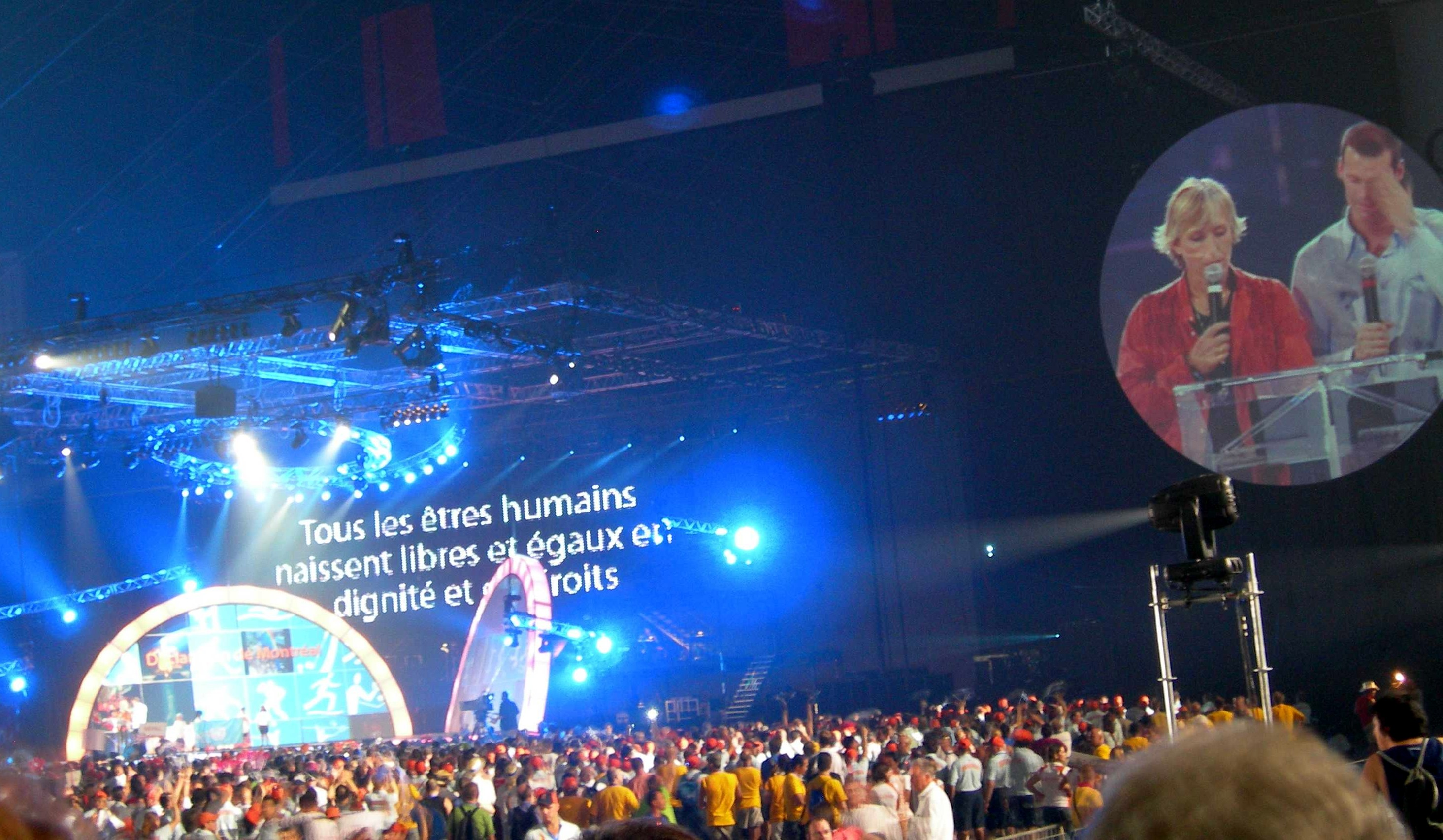
Martina Navratilova en Mark Tewksbury tijdens de opening van de eerste World Outgames

Marcus ("Mark") Tewksbury (Calgary, 7 februari 1968) is een voormalig internationaal topzwemmer uit Canada, die in 1992 de gouden medaille won op de 100 meter rugslag bij de Olympische Spelen in Barcelona. Daarnaast maakte hij in de Catalaanse hoofdstad deel uit van de Canadese estafetteploeg, die de bronzen medaille veroverde op de 4x100 meter wisselslag.
Vier jaar eerder, de Olympische Spelen in Seoel, had hij met diezelfde aflossingsploeg de zilveren medaille gewonnen op dat onderdeel. Hij werd, mede dankzij 21 nationale titels, vier keer uitgeroepen tot Canadees Zwemmer van het Jaar (1987, 1991, 1992 en 1993).
In december 1998 maakte Tewksbury, geboren in Calgary maar opgegroeid in Dallas (Texas), tegenover de media in eigen land bekend dat hij homoseksueel was. Daarmee was hij de eerste sporter uit Canada, die openlijk uitkwam voor zijn homoseksuele geaardheid. Tewksbury werd daarop een prominent voorvechter van de rechten voor homoseksuelen, en was een van de stuwende krachten achter de Gay Games. In 2000 werd hij opgenomen in The International Swimming Hall of Fame.
1908: Arno Bieberstein ·
1912: Harry Hebner ·
1920: Warren Kealoha ·
1924: Warren Kealoha ·
1928: George Kojac ·
1932: Masaji Kiyokawa ·
1936: Adolph Kiefer ·
1948: Allen Stack ·
1952: Yoshinobu Oyakawa ·
1956: David Theile ·
1960: David Theile ·
1968: Roland Matthes ·
1972: Roland Matthes ·
1976: John Naber ·
1980: Bengt Baron ·
1984: Rick Carey ·
1988: Daichi Suzuki ·
1992: Mark Tewksbury ·
1996: Jeff Rouse ·
2000: Lenny Krayzelburg ·
2004: Aaron Peirsol ·
2008: Aaron Peirsol ·
2012: Matt Grevers ·
2016: Ryan Murphy ·
2020: Jevgeni Rylov ·
2024: Thomas Ceccon
- International Standard Name Identifier: 0000 0000 7266 4560
- Library of Congress Control Number: n95076739
- Virtual International Authority File: 9096375
- WorldCat: E39PBJqk3HDFX8WDC9fp9xyrv3